# Cratere Oberth
Oberth  è il nome di un cratere lunare da impatto intitolato al fisico tedesco Hermann Oberth, pioniere della missilistica e dell'astronautica. Oberth è situato nell'emisfero lunare più distante dalla Terra (faccia nascosta), ad una elevata latitudine settentrionale, a sudest del cratere Gamow, ed a ovest del cratere Avogadro.
Questo cratere ha un bordo moderatamente eroso, di forma quasi circolare e dimensioni irregolari. Una coppia di piccole depressioni, probabilmente crateri, sono adiacenti al bordo settentrionale in corrispondenza di un assottigliamento delle pendici interne. Vi sono rigonfiamenti del bordo verso l'esterno a nordovest ed a sud. Il pianoro interno è moderatamente livellato, con una bassa altura appena a nord del punto centrale. All'interno si trovano alcuni minuscoli crateri.